# Gheorghe Nistor
Gheorghe Nistor (n. 22 martie 1884, Teliu – d. 1962, Teliu) a fost un deputat în Marea Adunare Națională de la Alba Iulia, organismul legislativ reprezentativ al „tuturor românilor din Transilvania, Banat și Țara Ungurească”, cel care a adoptat hotărârea privind Unirea Transilvaniei cu România, la 1 decembrie 1918.:p. 140:p. 189

## Biografie
S-a născut în 1884, în Teliu, jud. Brașov. A făcut școala primară și ucencia de fierar. A fost zidar.:p. 140
A fost comandant al Gărzii Naționale din 1918.:p. 189

## Activitatea politică

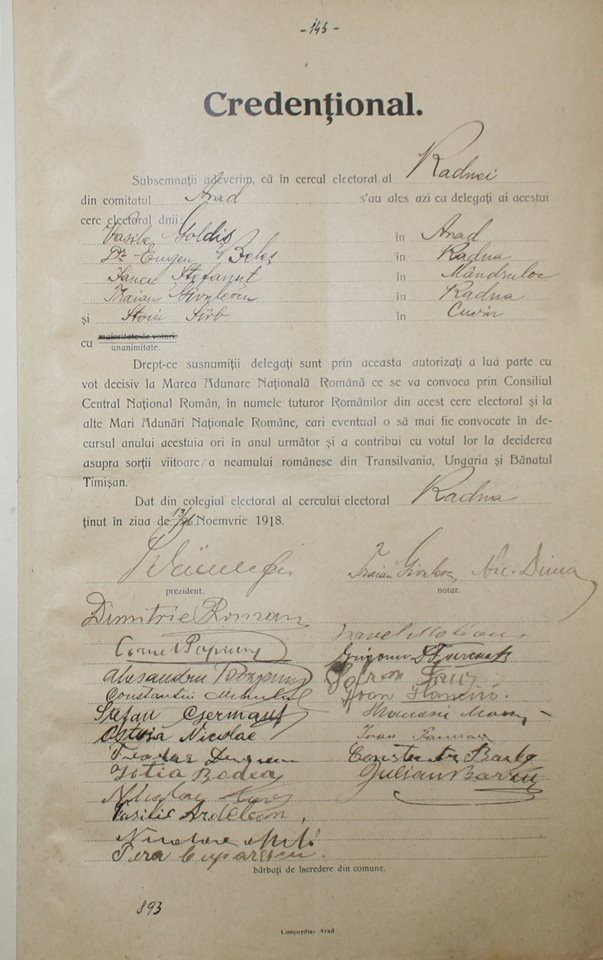
Credențional

A participat la Marea Adunare Națională de la Alba Iulia din 1 decembrie 1918 ca delegat al cercului Sepși-Sângeorgiu.:p. 77:p. 16